# شارع سكارليت
شارع سكارليت (بالإنجليزية: Scarlet Street)‏ هو فيلم جريمة، وفيلم دراما، وفلم نوار أُصدر في 1945. الفيلم تولّت يونيفرسال بيكشرز توزيعه، وهو من إخراج فريتز لانغ، أما السيناريو فكان من كتابة دادلي نيكولز، وGeorges de La Fouchardière ‏.

## القصة
تقع أحداث الفيلم في نيويورك.

## طاقم التمثيل
- إدوارد روبنسون
  - Syd Saylor [الإنجليزية]‏
  - Clarence Muse [الإنجليزية]‏
  - ويل رايت
  - راسيل هيكس
  - إيميت فوغان [الإنجليزية]‏
  - إدوارد كيني
  - تشارلز ويلسون
  - أنيتا شارب بولستر [الإنجليزية]‏
  - إدغار ديرينغ
  - جيس باركر
  - روزاليند إيفان  [لغات أخرى]‏
  - دان دوريا
  - جوان بينيت
  - تشارلز كمبر
  - مارجريت ليندسى
  - فريتز ليبر
  - فلاديمير سوكولوف
  - سامويل إس هيندس
  - بايرون فولجر

## وصلات خارجية
- شارع سكارليت على موقع IMDb (الإنجليزية)
- شارع سكارليت على موقع الموسوعة البريطانية (الإنجليزية)
- شارع سكارليت على موقع روتن توميتوز (الإنجليزية)
- شارع سكارليت على موقع نتفليكس (الإنجليزية)
- شارع سكارليت على موقع ألو سيني (الفرنسية)
- شارع سكارليت على موقع Turner Classic Movies (الإنجليزية)
- شارع سكارليت على موقع أول موفي (الإنجليزية)
- شارع سكارليت على موقع فيلمافينيتي (الإسبانية)
- شارع سكارليت على موقع قاعدة بيانات الأفلام السويدية (السويدية)
- شارع سكارليت على موقع قاعدة بيانات الفيلم (الإنجليزية)

- شارع سكارليت على موقع IMDb (الإنجليزية)
- شارع سكارليت على موقع الموسوعة البريطانية (الإنجليزية)
- شارع سكارليت على موقع روتن توميتوز (الإنجليزية)
- شارع سكارليت على موقع نتفليكس (الإنجليزية)
- شارع سكارليت على موقع ألو سيني (الفرنسية)
- شارع سكارليت على موقع Turner Classic Movies (الإنجليزية)
- شارع سكارليت على موقع أول موفي (الإنجليزية)
- شارع سكارليت على موقع فيلمافينيتي (الإسبانية)
- شارع سكارليت على موقع قاعدة بيانات الأفلام السويدية (السويدية)
- شارع سكارليت على موقع قاعدة بيانات الفيلم (الإنجليزية)